# Marzena Słupkowska
Marzena Słupkowska (ur. 1978 w Golubiu-Dobrzyniu) – polska prezenterka telewizyjna. Prezenterka pogody w kanałach TVP1, TVP2 i TVP Info.

## Życiorys
Ukończyła zarządzanie i marketing na Uniwersytecie Mikołaja Kopernika w Toruniu, a także biznes międzynarodowy na uniwersytecie w Chicago. Do telewizji trafiła z castingu. Pracę rozpoczęła w bydgoskim oddziale TVP, gdzie była prezenterką pogody regionalnego serwisu informacyjnego „Zbliżenia”. Pracowała również w polonijnej stacji Polvision w Chicago oraz odbyła staż w TV Sky News w Londynie. Od kilku lat udziela się przy organizacji koncertu charytatywnego na rzecz Domu Opieki Społecznej w Grabiu dla dzieci z upośledzeniem głębokim i pośrednim. Jako prezenterka pogody kilka razy reprezentowała Polskę na Festiwalu Prezenterów Pogody w Paryżu, za każdym razem docierając do finału.
Była modelką agencji modelingowej Rores Models.
Została nominowana do Telekamery 2012 w kategorii prezenter pogody. Zajęła trzecie miejsce z wynikiem 17,69%. Ponownie została nominowana do Telekamery 2017 w kategorii prezenter pogody, zdobywając pierwsze miejsce.